# Brighton International 1978
Il Brighton International 1978 è stato un torneo femminile di tennis giocato sul sintetico indoor. È stata la 1ª edizione del Brighton International, che fa parte del WTA Tour 1978.
Si è giocato a Brighton in Gran Bretagna, dal 16 al 22 ottobre 1978.

## Campionesse

### Singolare
Virginia Ruzici ha battuto in finale  Betty Stöve con il punteggio di 5–7, 6–2, 7–5

### Doppio
Betty Stöve /  Virginia Wade hanno battuto in finale  Ilana Kloss /  Joanne Russell con il punteggio di 6–0, 7–6